# Bålsta
Bålsta è una città della Svezia, capoluogo del comune di Håbo, nella contea di Uppsala. Ha una popolazione di 13.430 abitanti.